# Mathijs Tielemans
Mathijs Tielemans (Países Bajos, 26 de abril de 2002) es un futbolista neerlandés que juega de centrocampista en el Excelsior Róterdam de la Eredivisie.

## Estadísticas

### Clubes
Actualizado al último partido disputado el 8 de noviembre de 2024.
| Club                            | Div.          | Temporada     | Liga  | Liga  | Liga   | Copas nacionales | Copas nacionales | Copas nacionales | Copas internacionales | Copas internacionales | Copas internacionales | Total | Total | Total  |
| Club                            | Div.          | Temporada     | Part. | Goles | Asist. | Part.            | Goles            | Asist.           | Part.                 | Goles                 | Asist.                | Part. | Goles | Asist. |
| ------------------------------- | ------------- | ------------- | ----- | ----- | ------ | ---------------- | ---------------- | ---------------- | --------------------- | --------------------- | --------------------- | ----- | ----- | ------ |
| Jong PSV · Países Bajos         | 2.ª           | 2020-21       | 15    | 1     | 1      | —                | —                | —                | —                     | —                     | —                     | 15    | 1     | 1      |
| Jong PSV · Países Bajos         | 2.ª           | 2021-22       | 25    | 2     | 4      | —                | —                | —                | —                     | —                     | —                     | 25    | 2     | 4      |
| Jong PSV · Países Bajos         | 2.ª           | 2022-23       | 37    | 5     | 3      | —                | —                | —                | —                     | —                     | —                     | 37    | 5     | 3      |
| Jong PSV · Países Bajos         | Total club    | Total club    | 77    | 8     | 8      | 0                | 0                | 0                | 0                     | 0                     | 0                     | 77    | 8     | 8      |
| S. B. V. Vitesse · Países Bajos | 1.ª           | 2023-24       | 25    | 1     | 1      | 3                | 0                | 0                | —                     | —                     | —                     | 28    | 1     | 1      |
| S. B. V. Vitesse · Países Bajos | 2.ª           | 2024-25       | 11    | 0     | 1      | 1                | 0                | 0                | —                     | —                     | —                     | 12    | 0     | 1      |
| S. B. V. Vitesse · Países Bajos | Total club    | Total club    | 36    | 1     | 2      | 4                | 0                | 0                | 0                     | 0                     | 0                     | 40    | 1     | 2      |
| Total carrera                   | Total carrera | Total carrera | 113   | 9     | 10     | 4                | 0                | 0                | 0                     | 0                     | 0                     | 117   | 9     | 10     |